# Asuka-dera
Asuka-dera, također poznat kao Hōkō-ji, budistički je hram u Asuki, Nara. Asuka-dera se smatra jednim od najstarijih hramova u Japanu.

## Kompleks
Brojni zapisi upućuju na podrijetlo hrama, kao što su Nihongi i Fusō-ryakuki. Izvorne građevine onoga što se tada nazivalo Hōkō-ji izgrađene su 588. godine, nedugo nakon uvođenja budizma u Japan, prema naređenju plemića Soge no Umako. Hram je izgrađen prema uputama majstora i zanatlija iz drevnog korejskog kraljevstva Baekje.
Nakon prijenosa prijestolnice iz Asuke u Heijō-kyō (sada grad Nara), zgrade Asuka-dere također su prebačene s izvornog mjesta u Asuki u Naru 718., i razvijene u ogroman hram pod imenom Gangō-ji. Izvorno mjesto Hōkō-ji također je održavano kao hram, koji je preživio do modernih vremena.
Glavni predmet obožavanja u Asuka-deri je brončani Veliki Buda, za kojeg se kaže da ga je izradio Kuratsukuri no Tori početkom sedmog stoljeća. Kip je označen kao važno kulturno dobro.

## Povezano
- Gangō-ji
- Povijesna mjesta princa Shōtokua
- Glosar japanskog budizma

## Vanjske poveznice
- Povijesni muzej Asuka
- Gango-ji (JAL)